# Język hmong
Język hmong – język z rodziny hmong-mien (miao-yao), używany przez Hmongów zamieszkujących Chiny, Tajlandię, Laos i Wietnam. Jest bardzo zróżnicowany dialektalnie, ale poszczególne odmiany są w większości wzajemnie zrozumiałe. Publikacja Ethnologue traktuje go jako tzw. makrojęzyk, grupujący ponad 20 spokrewnionych języków. Według wyd. 22 (2019) łącznie posługuje się nim nieco ponad 7,7 mln ludzi.
Do pocz. lat 50. XX w. funkcjonowały wyłącznie w formie ustnej (choć czasem uważa się, że w odległej przeszłości istniał lokalny system pisma). Rozwój formy pisanej nastąpił wraz z nadejściem misjonarzy i językoznawców zachodnich.

## Charakterystyka
Język/i hmong należy/-ą do języków tonalnych. W niektórych odmianach tego języka (np. dialekt Białych Hmongów) jest ich siedem Dla porównania: chiński mandaryński posiada cztery tony, wietnamski sześć, tajski pięć. W alfabecie łacińskim zaadaptowanym na potrzeby języka hmong tony zaznaczane są za pomocą (niewymawianej) spółgłoski na końcu sylaby, np. w odmianie używanej przez Zielonych Hmongów:
- ton wysoki równy: raub „skrobać ziemię”
- ton wysoki opadający rauj „młotek”
- ton średni opadający raug „być zranionym”
- ton średni równy rau „sześć”
- ton średni rosnący rauv „rozpalić ogień”
- ton niski krótki raum „nerka”
- ton niski opadający raus „zmoczyć”[5]